# Zazou
Зазу (англ. Zazous) — модна течія Франції 1940-х років.  Зазу називали молодих людей, котрі були легко пізнавані за вбранням англійського або американского зразка. Вони відкрито заявляли про свою любов до джазу.

## Походження назви
Термін "zazou", що вперше був використаний у Франції в 1938 році в пісні Джонні Гесса "Je suis swing" (приспів: "Je suis swing, Je suis swing, zazou, zazou, zazou zazou"), з'явився завдяки джазовій композиції Zah Zuh Zaz, записаній 2 листопада 1933 року (Victor) Кебом Келовейем. Це найбільш успішна композиція 1940 року разом із Mademoiselle Swing, піснею у виконанні Ірен де Требер (у 1942 році також вийшов фільм Mademoiselle Swing). 
Позиція під час війни
Під час окупації зазу проявляли позицію "мені начхати", недбалу стосовно драм війни  і недовірливу стосовно влади, німецької чи французької.
Аматори у джазі, зазу демонструють американофільство та англофільство, що вважалося неналежним.  Черпаючи натхнення в американських модних тенденціях, зокрема у моді на чоловічі костюми із завищеною лінією талії у велику клітинку, вони носили їх із почуттям набутого несмаку. Зазу провокативно імітували світську елегантність, акцент, манери англійських снобів. Незважаючи на комендантську годину, вони організовували в Латинському кварталі, в підвалах кафе Dupont-Latin і Capoulade змагання з танців у стилі свінг. 
Зазу мали довге волосся, настовбурчене у верхній частині голови, що було противагою військовим зачіскам, до яких зобов'язували війна та обмеження, накладені майже на всіх чоловіків. 
Завдячуючи суттєвим фінансовим надходженням від своїх рідних, а іноді - "чорному"ринку", вони полюбляли носити дорогий та елегантний одяг: широкі штани, довгі приталені піджаки, сорочки із жорстким піднятим коміром, краватки та шкіряне взуття на товстій підошві. Задля провокації, зазу вдягали занадто довгий одяг як на час, коли кількість тканини була унормована. І, нарешті, щоб показати, що вони не хочуть нічого сприймати всерйоз, зазу мали за честь завжди носити при собі парасольку, яку ніколи не відкривали.
Місцями, яким зазу віддавали перевагу, були кафе у Латинському кварталі, де саме студенти проводили вечори, щоб пожартувати над актуальними політичними питаннями, бульвар Сен-Мішель, це могли бути велосипедні прогулянки у Булонському лісі, старші зазу обирали для себе терасу Пам-Пам на Єлисейських  Полях. 
Коли расові закони Філіпа Петена та нацистів зобов'язали євреїв носити жовту зірку, певна кількість зазу, як виклик, демонстративно чіпляли жовту зірку, на якій було позначено "zazou", "swing" або "goy". Тоді йшлося не про якийсь акт прихильності, а про виявлення їхнього духу протиріччя через позицію виклику. Зазу затримали та доставили у табір Дрансі, перш ніж відпустили.
Ця цинічна та недбала позиція засуждувалася всіма, хто волів мобілізувати молодь на корисні роботи, чи то допомагати тим, хто того потребував, чи то рятувати їх, чи то готувати реванш німцям.
Раймон Ассо, автор пісень для Едіт Піаф, був першим, хто використав термін "zazou" в коллабораціоністській газеті "La Gerbe" від 18 грудня 1941 року.

## Екзистенціалізм
Зазу були сучасниками екзистенціалізму. Борис Віан прийняв позицію досить схожу з їхньою, не будучи при цьому настільки зазу, з якими він приятелював, бо спочатку вони були "дуже-дуже свінгові і любили джаз". Ось як він описував моду зазу, а його перша дружина, Мішель Віан, завершила цей опис в інтерв'ю 2013 року: "Зазу носили англійські костюми минулого, котрі нагадували костюми, що їх пізніше носили моди (mods): довга куртка з двома кишенями, дещо розширена, приталена, штани закороткі, але не надто, лише трохи відкривають шкарпетки з білої вовни, на жаль, черевики дерев'яні, тому що інших не було; дівчата одягнені в спідниці з довжиною до коліна, в основному, "шотландки" або спідниці-волани, взуття дерев'яне на танкетці, маленькі светри байдуже якого кольору, зачіска "вороняче гніздо" із волоссям, відкинутим назад або зібраним у сітку, і, нарешті, парасолька.  Хлопці мали крихітну краватку з вузлом обскура і волосся, забране назад у качиний хвіст. Ось такі зазу. Коли у них були гроші, вони намагалися замовляти костюми на пошив. "
Альбер Камю у своєму романі "Сторонній" так описує зазу: "Трохи пізніше проходила молодь передмість, із лакованим волоссям і червоними краватками, у дуже приталених піджаках з вишитою накладною кишинею та черевиках із квадратним носком" (Розд. ІІ). 

## Вони зазу
Ils sont zazou (Вони зазу) - пісня Джонні Гесса і Моріса Хаммерера.
Les cheveux frisottés,

Le col haut de dix-huit pieds

Ah ils sont zazous !

Le doigt comme ça en l’air

Le veston qui traîne par terre

Ah ils sont zazous !

Ils ont des pantalons d’une coupe inouïe

Qui arrivent un peu en haut des genoux

Et qu’il pleuve ou qu’il vente, ils ont un parapluie,

De grosses lunettes noires,

Et puis surtout,

Ils ont l’air dégoûté.

Волосся злегка кучерявиться,

Комір вісімнадцять футів у вишину. 

Ах вони зазу!

Палець ось так у повітрі

Піджак, що волочиться по землі

Ах вони зазу!

Штани в них нечуваного крою

Що відкриває ногу трохи вище колін

І в дощ або вітер, у них є парасолька,

Великі темні окуляри,

І перш за все,

Противні вони.

## Віші і зазу
Так само, як після 1870 року, на катастрофу 1940 року Франція відреагувала реформою існуючих інститутів і створенням нових. Дуже стурбований освітою, моральною складовою та продуктивністю французької молоді, режим Віші, що створив Міністерство у справах молоді в 1940 році, бачив у зазу суперницький та небезпечний вплив на молодих людей, в той час як зазу  вбачали у молодіжних проектах, реалізованих у липні 1940 року, спробу ідеологічної обробки французької молоді.
У 1940 році преса опублікувала 78 статей, направлених проти зазу, дев‘ять - у 1941 році і 38 - у 1943 році. Газети Віші, ремствуючи на моральну ницість та декаданс, що, на їх думку, впливали на французький дух, вважали зазу неробами-егоїстами та юдеями-голістами. 
У 1942 році режим Віші усвідомив, що національне відродження, яке він сподівався під своїм керівництвом реалізувати за допомогою молоді, було серйозно уражене загальною відмовою від його робочої етики, байдужості, жорсткої економії та мужеподібності, що вимагалася. 
Зазу стали ворогом номер один організації фашистської молоді "Народна французька молодь". "Скальпуйте зазу! " - було їхнім гаслом. Загони юних фашистів з JPF, озброєні машинками для стрижки волосся, нападали на зазу. Рейди почали здійснювати в барах, зазу лупцювали на вулицях. Багато з них були заарештовані і відправлені в сільську місцевість для роботи в полях.
На цьому етапі зазу йдуть у підпілля, ховаючись у своїх танцювальних залах і підвальних клубах, в той час як офіційний комуністичний рух опору підозрював їх у прийнятті апатичної, навіть безсоромної позиції стосовно війни в цілому.
21 квітня 1944 року на засіданні LVF (Французького легіону добровольців проти більшовизму) на велодромі Hiver Жак Доріо проголосив: "Мати 20 років, жити у найбільш грандіозну епоху в історії людства і бути "зазу" фізично, морально... Який розпад, який занепад!"

## Роботи по темі zazous
- Zazous, roman de Gérard de Cortanze. Éditions Albin Michel, 2016. Accompagné d'un double CD zazous édité par les éditions EPM. (1986), chanson du groupe Pet Shop Boys a pour thème les zazous.
- Zazou, comédie musicale mise en scène par Jérôme Savary
- Le Groom vert-de-gris, album de Bande dessinée de la série Une aventure de Spirou et Fantasio par ... où Fantasio est un zazou avec trois complices.
- Roman Les zazous, Typographies expressives (2009) de Robert Massin (sous le nom de Claude M)